# Camelobaetidius juparana
Camelobaetidius juparana is een haft uit de familie Baetidae. De wetenschappelijke naam van de soort is voor het eerst geldig gepubliceerd in 2012 door Boldrini & Salles.
De soort komt voor in het Neotropisch gebied.